# Wahlen in Massachusetts 1918
Die Wahlen in Massachusetts 1918 fanden am 5. November 1918 im US-Bundesstaates Massachusetts statt.
Gewählt wurden auf bundesstaatlicher Ebene für das folgende Jahr 240 Repräsentanten und 40 Senatoren für den Massachusetts General Court sowie wichtige Regierungsämter (Gouverneur, Vizegouverneur, Secretary of the Commonwealth, Treasurer and Reveiver-General, State Auditor und Attorney General) und die acht gewählten Mitglieder des Governor’s Council. Auf kommunaler Ebene wurde in den meisten Countys einer der drei County Commissioners gewählt. Außerdem wurden im Rahmen der bundesweiten Kongresswahlen 1918 einer der beiden US-Senatoren aus diesem Bundesstaat und die 16 Abgeordnete für Massachusetts im Repräsentantenhaus gewählt.
Der Republikaner und bisherige Vizegouverneur Calvin Coolidge wurde mit 50,9 % der Stimmen zum neuen Gouverneur gewählt. Als neuer Vizegouverneur wurde an seiner Stelle Channing H. Cox gewählt. Der bisherige republikanische Gouverneur Samuel W. McCall war aufgrund seiner Vorwahlskandidatur für den Senat nicht erneut angetreten.

## Vorwahlen

### Demokraten
| Kandidat          | Amt                                              | Stimmen | Anteil |
| ----------------- | ------------------------------------------------ | ------- | ------ |
| Richard H. Long   |                                                  | 23.546  | 38,7 % |
| William A. Gaston | Kandidat bei den Gouverneurswahlen 1902 und 1903 | 20.968  | 34,4 % |
| Edward P. Barry   | Ehemaliger Vizegouverneur                        | 16.411  | 26,9 % |
| Sonstige          |                                                  | 3       | 0 %    |

| Kandidat         | Amt                             | Stimmen | Anteil |
| ---------------- | ------------------------------- | ------- | ------ |
| Joseph H. O’Neil | Ehemaliger Kongressabgeordneter | 3.948   | 95,0 % |
| Sonstige         |                                 | 208     | 5,0 %  |

### Republikaner
| Kandidat        | Amt                        | Stimmen | Anteil |
| --------------- | -------------------------- | ------- | ------ |
| Calvin Coolidge | Amtierender Vizegouverneur | 81.238  | 100 %  |
| Sonstige        |                            | 22      | 0 %    |

| Kandidat        | Amt                                                             | Stimmen | Anteil |
| --------------- | --------------------------------------------------------------- | ------- | ------ |
| Channing H. Cox | Amtierender Sprecher des Repräsentantenhauses von Massachusetts | 58.481  | 68,5 % |
| Guy Andrew Ham  | Kandidat in den Vorwahlen für das Amt 1915                      | 26.957  | 31,6 % |
| Sonstige        |                                                                 | 1       |        |

## US-Kongress

### Senat
In der Wahl um den Klasse-2-Sitz von Massachusetts im US-Senat setzte sich der Demokrat David I. Walsh gegen den republikanischen Amtsinhaber John W. Weeks durch. Dabei wurde Walsh zum erst zweiten demokratischen US-Senator aus Massachusetts seit Robert Rantoul 1851, der sein Amt jedoch nur kommissarisch ausgeübt hatte.

### Repräsentantenhaus
Wie schon bei den Kongresswahlen 1916 gewannen die Republikaner 12 Wahlbezirke und die Demokraten 4. In den meisten Distrikten wurden die Amtsinhaber wiedergewählt. Nur im 13. Distrikt trat der Republikaner William Henry Carter nicht mehr an und wurde durch seinen Parteifreund Robert Luce ersetzt. Im 10. Distrikt verlor der demokratische Amtsinhaber Peter F. Tague die demokratische Vorwahl gegen John F. Fitzgerald. Darauf trat Tague als unabhängiger Kandidat an und verlor zuerst nach amtlichen Endergebnis knapp gegen Fitzgerald. In der Folge klagte er aufgrund von illegalen Registrierungen und Wahlbetrug erfolgreich gegen das Ergebnis und nahm den Sitz im Oktober 1919 ein.
| District     | Demokratische Partei | Demokratische Partei | Demokratische Partei | Republikanische Partei | Republikanische Partei | Republikanische Partei | Third Parties/Unabhängige/Sonstige | Third Parties/Unabhängige/Sonstige |
| District     | Kandidat             | Stimmen              | Anteil               | Kandidat               | Stimmen                | Anteil                 | Stimmen                            | Anteil                             |
| ------------ | -------------------- | -------------------- | -------------------- | ---------------------- | ---------------------- | ---------------------- | ---------------------------------- | ---------------------------------- |
| 1. District  | Thomas F. Cassidy    | 11.394               | 41,7 %               | Allen T. Treadway      | 15.933                 | 58,3 %                 |                                    |                                    |
| 2. District  |                      |                      |                      | Frederick H. Gillett   | 20.277                 | 99,9 %                 | 15                                 | 0,1 %                              |
| 3. District  | Eaton D. Sargent     | 9.982                | 39,5 %               | Calvin Paige           | 15.267                 | 60,5 %                 |                                    |                                    |
| 4. District  | John F. McGrath      | 12.792               | 47,5 %               | Samuel Winslow         | 14.141                 | 52,5 %                 | 2                                  | 0 %                                |
| 5. District  |                      |                      |                      | John Jacob Rogers      | 20.496                 | 99,2 %                 | 159                                | 0,8 %                              |
| 6. District  |                      |                      |                      | Wilfred W. Lufkin      | 21.147                 | 88,9 %                 | 2.654 (Socialist Party: 2.648)     | 11,1 %                             |
| 7. District  | Michael F. Phelan    | 14.437               | 57,3 %               | Charles Cabot Johnson  | 10.754                 | 42,7 %                 |                                    |                                    |
| 8. District  | James F. Aylward     | 11.093               | 39,7 %               | Frederick W. Dallinger | 16.858                 | 60,3 %                 |                                    |                                    |
| 9. District  | Henry C. Rowland     | 8.022                | 31,3 %               | Alvan T. Fuller        | 17.597                 | 68,7 %                 |                                    |                                    |
| 10. District | John F. Fitzgerald   | 7.241                | 47,3 %               | Hammond T. Fletcher    | 1.071                  | 7,0 %                  | 7.004 (Peter F. Tague: 7.003)      | 45,7 %                             |
| 11. District | Francis J. Horgan    | 10.529               | 43,6 %               | George H. Tinkham      | 13.644                 | 56,4 %                 | 4                                  | 0 %                                |
| 12. District | James A. Gallivan    | 18.349               | 70,4 %               | Harrison A. Atwood     | 7.709                  | 29,6 %                 | 3                                  | 0 %                                |
| 13. District | Aloysius J. Doon     | 12.538               | 40,7 %               | Robert Luce            | 18.257                 | 59,3 %                 | 1                                  | 0 %                                |
| 14. District | Richard Olney        | 18.009               | 56,6 %               | Louis F. R. Langelier  | 13.832                 | 43,4 %                 | 1                                  | 0 %                                |
| 15. District | Arthur J. B. Cartier | 8.031                | 38,3 %               | William S. Greene      | 12.952                 | 61,7 %                 |                                    |                                    |
| 16. District | Frederic Tudor       | 8.357                | 37,6 %               | Joseph Walsh           | 13.874                 | 62,4 %                 | 2                                  | 0 %                                |

## Bundesstaat

### Exekutive

#### Gouverneur

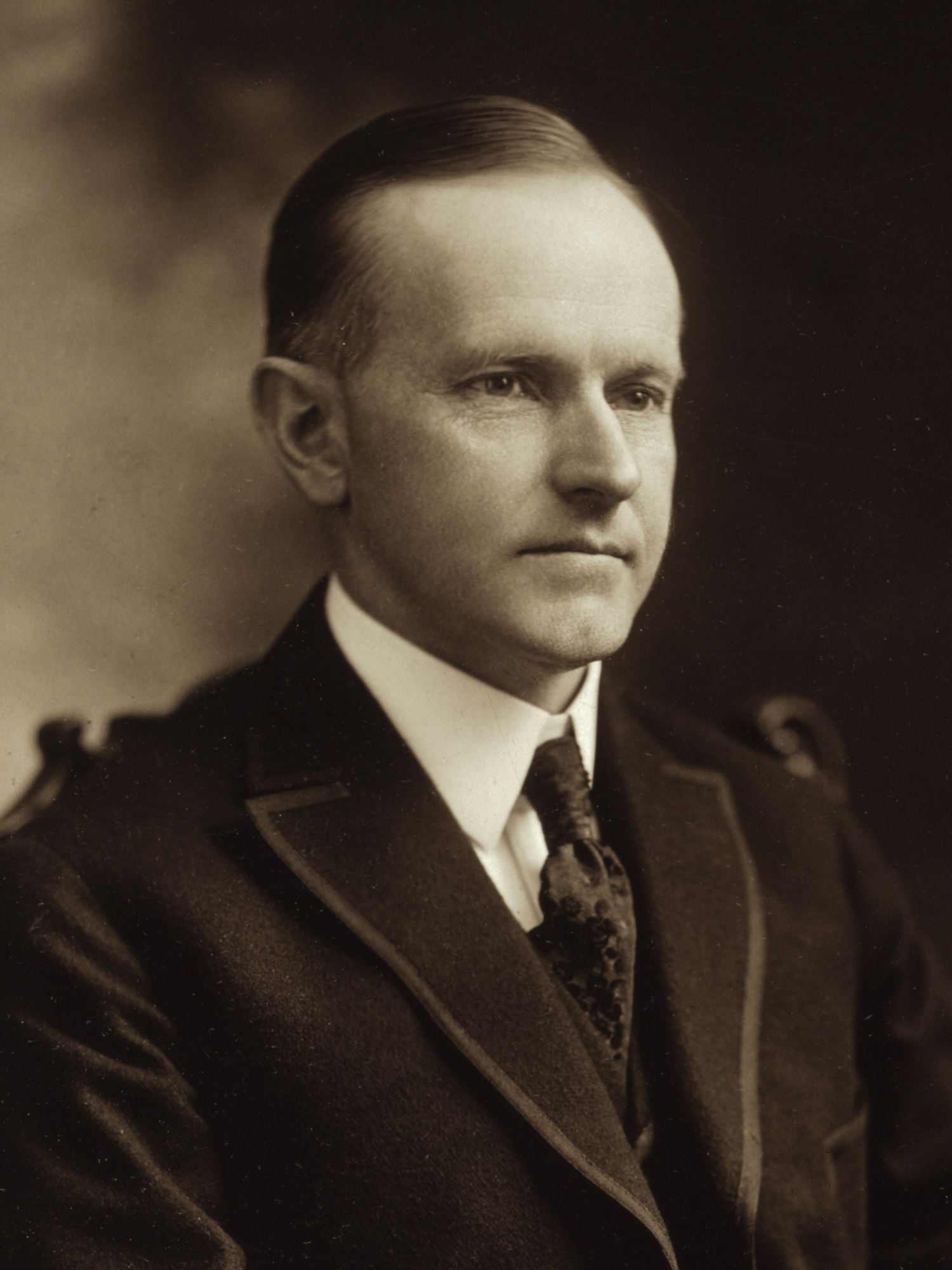
Calvin Coolidge

| Partei                 | Kandidat              | Stimmen | Anteil | Veränderung |
| ---------------------- | --------------------- | ------- | ------ | ----------- |
| Republikanische Partei | Calvin Coolidge       | 214.863 | 50,9 % | ▼7,4        |
| Demokratische Partei   | Richard H. Long       | 197.828 | 46,8 % | ▲11,8       |
| Socialist Party        | Sylvester J. McBridge | 7.757   | 1,8 %  | ▼2,5        |
| Socialist Labor Party  | Ingvar Paulsen        | 1.913   | 0,5 %  | ▼0,9        |
| Sonstige               |                       | 9       | 0 %    | ▬           |

#### Vizegouverneur

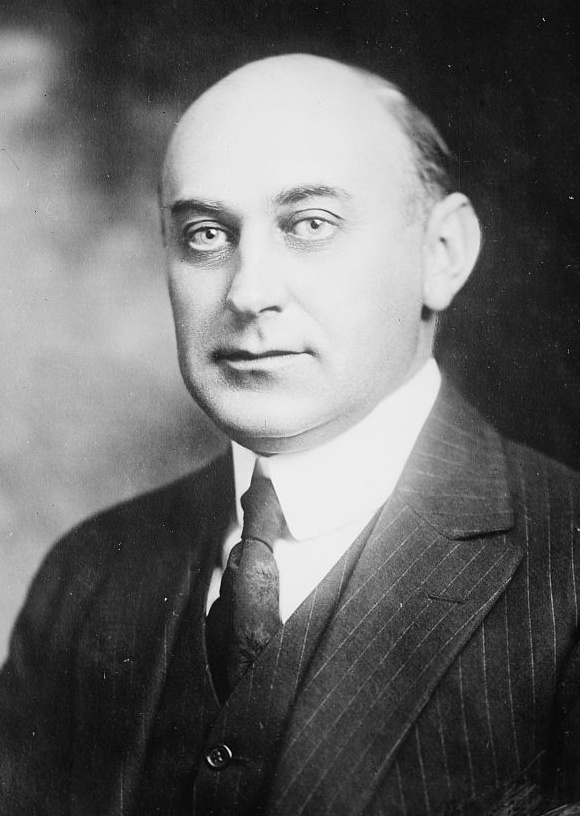
Channing H. Cox

| Partei                 | Kandidat         | Stimmen | Anteil | Veränderung |
| ---------------------- | ---------------- | ------- | ------ | ----------- |
| Republikanische Partei | Channing H. Cox  | 222.704 | 54,0 % | ▼6,4        |
| Demokratische Partei   | Joseph H. O’Neil | 179.709 | 43,5 % | ▲10,6       |
| Socialist Labor Party  | Oscar Kinsalas   | 10.157  | 2,5 %  | ▲1,0        |
| Sonstige               |                  | 100     | 0 %    | ▬           |

#### Weitere Regierungsmitglieder

Albert P. Langtry

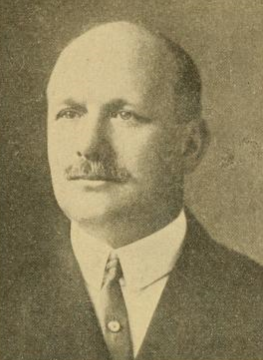
Charles L. Burrill

| Partei                 | Kandidat          | Stimmen | Anteil | Veränderung |
| ---------------------- | ----------------- | ------- | ------ | ----------- |
| Republikanische Partei | Albert P. Langtry | 226.836 | 56,3 % | ▼0,7        |
| Demokratische Partei   | Charles H. McGlue | 166.359 | 41,3 % | ▲10,1       |
| Socialist Labor Party  | William Taylor    | 9.862   | 2,4 %  | ▼0,8        |
| Sonstige               |                   | 83      | 0 %    | ▬           |

| Partei                 | Kandidat           | Stimmen | Anteil | Veränderung |
| ---------------------- | ------------------ | ------- | ------ | ----------- |
| Republikanische Partei | Charles L. Burrill | 224.702 | 56,1 % | ▼1,5        |
| Demokratische Partei   | Charles Giddings   | 166.163 | 41,5 % | ▲7,3        |
| Socialist Labor Party  | Mary E. Peterson   | 9.418   | 2,4 %  | ▲0,9        |
| Sonstige               |                    | 86      | 0 %    | ▬           |

| Partei                 | Kandidat            | Stimmen | Anteil | Veränderung |
| ---------------------- | ------------------- | ------- | ------ | ----------- |
| Republikanische Partei | Alonzo B. Cook      | 221.903 | 56,0 % | ▼0,9        |
| Demokratische Partei   | Francis M. Costello | 165.673 | 41,8 % | ▲7,0        |
| Socialist Labor Party  | Fred E. Oelcher     | 8.503   | 2,1 %  | ▲0,7        |
| Sonstige               |                     | 101     | 0 %    | ▬           |

| Partei                 | Kandidat               | Stimmen | Anteil | Veränderung |
| ---------------------- | ---------------------- | ------- | ------ | ----------- |
| Republikanische Partei | Henry C. Atwill        | 228.015 | 57,2 % | ▬           |
| Demokratische Partei   | Joseph L. P. St. Coeur | 159.217 | 39,9 % | ▲5,2        |
| Socialist Labor Party  | Morris I. Becker       | 11.393  | 2,9 %  | ▲1,4        |
| Sonstige               |                        | 94      | 0 %    | ▬           |

#### Governor’s Council
Der Governor’s Council berät den Gouverneur und muss bei der Besetzung verschiedener Ämter, Begnadigungen, Strafmilderungen sowie Optionsscheinen aus dem Staatshaushalt zustimmen. Die republikanische Kandidaten konnten sich allen acht Wahlbezirken für den Governor’s Council durchsetzen. Da die Republikaner auch den Vizegouverneur stellten, welcher Kraft seines Amts Mitglied des Rates ist, bestand der Governor’s Council des nächsten Jahres nur aus Republikanern.
| District    | Republikanische Partei | Republikanische Partei | Republikanische Partei | Third Parties/Unabhängige/Sonstige | Third Parties/Unabhängige/Sonstige |
| District    | Kandidat               | Stimmen                | Anteil                 | Stimmen                            | Anteil                             |
| ----------- | ---------------------- | ---------------------- | ---------------------- | ---------------------------------- | ---------------------------------- |
| 1. District | Harry H. William       | 37.704                 | 100 %                  | 14                                 | 0 %                                |
| 2. District | Horace A. Carter       | 36.932                 | 100 %                  | 16                                 | 0 %                                |
| 3. District | Lewis R. Sullivan      | 32.469                 | 100 %                  | 7                                  | 0 %                                |
| 4. District | George B. Walson       | 31.602                 | 100 %                  | 7                                  | 0 %                                |
| 5. District | James F. Ingram Jr.    | 35.339                 | 85,6 %                 | 5.952 (Socialist Party: 5.950)     | 14,4 %                             |
| 6. District | James G. Harris        | 36.397                 | 100 %                  | 6                                  | 0 %                                |
| 7. District | Matthew J. Whittall    | 35.778                 | 100 %                  | 7                                  | 0 %                                |
| 8. District | Henry L. Bowles        | 39.193                 | 100 %                  | 6                                  | 0 %                                |

### General Court

#### Senat von Massachusetts
Bei der Wahl zum Senat von Massachusetts, dem Oberhaus des als General Court bezeichneten Staatsparlament, gewann die Republikaner in 30 der 40 Wahlbezirke. Die Demokraten konnten in zwei Wahlbezirken, nämlich 8. Suffolk und 1. Worcester, den republikanischen Amtsinhaber schlagen und bauten somit im dritten Jahr in Folge ihre Senatssitze auf 10 aus. Die meisten der von den Demokraten gewonnene Stimmbezirke lagen im Suffolk County und damit zumindest teilweise innerhalb der demokratisch dominierten Hauptstadt Boston.
| District                         | Demokratische Partei  | Demokratische Partei | Demokratische Partei | Republikanische Partei | Republikanische Partei | Republikanische Partei | Third Parties/Unabhängige/Sonstige | Third Parties/Unabhängige/Sonstige |
| District                         | Kandidat              | Stimmen              | Anteil               | Kandidat               | Stimmen                | Anteil                 | Stimmen                            | Anteil                             |
| -------------------------------- | --------------------- | -------------------- | -------------------- | ---------------------- | ---------------------- | ---------------------- | ---------------------------------- | ---------------------------------- |
| Cape and Plymouth                |                       |                      |                      | Charles L. Gifford     | 5.465                  | 99,9 %                 | 6                                  | 0,1 %                              |
| 1. Bristol                       |                       |                      |                      | Silas D. Reed          | 7.004                  | 87,6 %                 | 990 (Socialist Party)              | 12,4 %                             |
| 2. Bristol                       |                       |                      |                      | Walter E. McLane       | 7.380                  | 77,7 %                 | 2.117 (Unabhängiger)               | 22,3 %                             |
| 3. Bristol                       | William T. Dunn       | 3.294                | 31,2 %               | John Halliwell         | 7.260                  | 68,8 %                 |                                    |                                    |
| Plymouth                         | Ernest F. B. G.       | 4.460                | 40,1 %               | Edward N. Dahlborg     | 6.057                  | 54,5 %                 | 4.460 (Socialist Party)            | 5,4 %                              |
| Norfolk and Plymouth             | Edward P. Boynton     | 4.721                | 31,2 %               | David S. McIntosh      | 7.262                  | 68,8 %                 |                                    |                                    |
| Norfolk and Suffolk              |                       |                      |                      | John A. Curtin         | 8.067                  | 100 %                  |                                    |                                    |
| Norfolk                          |                       |                      |                      | Harold L. Perrin       | 9.445                  | 100 %                  | 2                                  | 0 %                                |
| 1. Suffolk                       | Thomas F. Rice        | 4.185                | 43,3 %               | John E. Beck           | 5.474                  | 56,7 %                 | 1                                  | 0 %                                |
| 2. Suffolk                       | John J. Mahoney       | 6.295                | 86,0 %               | Francesco Pastore      | 1.022                  | 14,0 %                 | 1                                  | 0 %                                |
| 3. Suffolk                       | William J. Foley      | 6.572                | 85,7 %               | Albert A. Stolp        | 1.098                  | 14,3 %                 |                                    |                                    |
| 4. Suffolk                       | John J. Kearney       | 5.312                | 80,5 %               | Charles E. Lord        | 1.288                  | 19,5 %                 | 1                                  | 0 %                                |
| 5. Suffolk                       | John J. Purcell       | 1.644                | 29,9 %               | Malcolm Nichols        | 3.905                  | 70,1 %                 |                                    |                                    |
| 6. Suffolk                       | George E. Curran      | 5.452                | 69,5 %               | Joseph Lundy           | 2.141                  | 27,3 %                 | 255 (Socialist Party)              | 3,2 %                              |
| 7. Suffolk                       | Charles A. Winchester | 5.892                | 65,3 %               | Joseph H. Loring       | 3.125                  | 34,7 %                 |                                    |                                    |
| 8. Suffolk                       | John Jackson Walsh    | 5.124                | 51,5 %               | Simon Swig             | 4.823                  | 48,5 %                 | 1                                  | 0 %                                |
| 9. Suffolk                       | Timothy A. Burns      | 3.851                | 44,8 %               | Samuel B. Finkel       | 4.741                  | 55,1 %                 | 5                                  | 0,1 %                              |
| 1. Essex                         | John R. Wallace       | 4.063                | 40,4 %               | George H. Jackson      | 5.992                  | 59,6 %                 |                                    |                                    |
| 2. Essex                         | Robert C. Schneider   | 3.559                | 35,9 %               | August P. Loring       | 6.368                  | 64,1 %                 |                                    |                                    |
| 3. Essex                         |                       |                      |                      | Charles D. Brown       | 6.185                  | 100 %                  | 2                                  | 0 %                                |
| 4. Essex                         |                       |                      |                      | Arthur L. Nason        | 6.867                  | 83,9 %                 | 1.322 (Socialist Party: 1.321)     | 0 %                                |
| 5. Essex                         | Edward Callahan       | 6.888                | 57,7 %               | Nesbit G. Gleason      | 5.048                  | 42,3 %                 |                                    |                                    |
| 1. Middlesex                     |                       |                      |                      | Thomas Weston Jr.      | 7.895                  | 100 %                  | 4                                  | 0,1 %                              |
| 2. Middlesex                     | Edward A. Counihan    | 4.910                | 50,3 %               | George H. Carrick      | 4.857                  | 49,7 %                 |                                    |                                    |
| 3. Middlesex                     |                       |                      |                      | Joseph O. Knox         | 6.891                  | 100 %                  | 1                                  | 0 %                                |
| 4. Middlesex                     | Frank E. Simpson      | 3.684                | 33,3 %               | James F. Cavanagh      | 7.372                  | 66,7 %                 |                                    |                                    |
| 5. Middlesex                     |                       |                      |                      | Charles S. Smith       | 4.308                  | 99,9 %                 | 4                                  | 0,1 %                              |
| 6. Middlesex                     | Whitfield L. Tuck     | 4.829                | 38,8 %               | Edwin T. McKnight      | 7.602                  | 61,2 %                 |                                    |                                    |
| 7. Middlesex                     |                       |                      |                      | Edward B. Eames        | 6.054                  | 100 %                  | 1                                  | 0 %                                |
| 8. Middlesex                     |                       |                      |                      | Arthur W. Colburn      | 7.398                  | 100 %                  | 3                                  | 0 %                                |
| 1. Worcester                     | Peter F. Sullivan     | 4.570                | 50,1 %               | James L. Harrop        | 4.553                  | 49,9 %                 |                                    |                                    |
| 2. Worcester                     | Mark N. Skerrett      | 4.671                | 45,8 %               | Clarence W. Hobs Jr.   | 3.945                  | 54,2 %                 |                                    |                                    |
| 3. Worcester                     | Nixon Campbell        | 4.412                | 40,9 %               | Walter A. Hardy        | 6.391                  | 59,1 %                 | 2                                  | 0 %                                |
| 4. Worcester                     | John E. Swift         | 5.195                | 45,4 %               | Francis Prescott       | 6.249                  | 54,6 %                 | 2                                  | 0 %                                |
| Worcester and Hampden            |                       |                      |                      | Warren E. Tarbell      | 8.119                  | 99,9 %                 | 6                                  | 0,1 %                              |
| Berkshire                        | Henry J. Ryan         | 5.162                | 46,3 %               | George A. Hastings     | 5.988                  | 53,7 %                 |                                    |                                    |
| Berkshire, Hampshire and Hampden |                       |                      |                      | Leonard F. Hardy       | 8.530                  | 100 %                  | 2                                  | 0 %                                |
| Franklin and Hampshire           |                       |                      |                      | George B. Churchill    | 7.535                  | 100 %                  | 3                                  | 0 %                                |
| 1. Hampden                       |                       |                      |                      | George D. Chamberlain  | 7.791                  | 87,8 %                 | 1.079 (Socialist Party: 1078)      | 12,2 %                             |
| 2. Hampden                       | John Cronin           | 6.126                | 62,7 %               | George E. Hagerty      | 3.643                  | 37,3 %                 |                                    |                                    |

#### Repräsentantenhaus von Massachusetts
Die Republikaner gewannen 182 Sitze im Repräsentantenhaus von Massachusetts, dem Unterhaus des General Courts, und damit 3 mehr als noch vor einem Jahr. Somit bauten sie ihre Mehrheit das 5. Mal in Folge wieder aus. Die demokratische Fraktion schrumpfte mit nur 58 Sitze auf ihre kleinste Größe seit 1901.
| District    | Demokratische Partei | Demokratische Partei | Demokratische Partei | Republikanische Partei | Republikanische Partei | Republikanische Partei | Third Parties/Unabhängige/Sonstige | Third Parties/Unabhängige/Sonstige |
| District    | Kandidat             | Stimmen              | Anteil               | Kandidat               | Stimmen                | Anteil                 | Stimmen                            | Anteil                             |
| ----------- | -------------------- | -------------------- | -------------------- | ---------------------- | ---------------------- | ---------------------- | ---------------------------------- | ---------------------------------- |
| 1. District | James A. Garland     | 530                  | 28,5 %               | Edward C. Hinckley     | 1.327                  | 71,5 %                 |                                    |                                    |
| 2. District |                      |                      |                      | Erastus T. Bearse      | 901                    | 99,9 %                 | 1                                  | 0,1 %                              |
| 3. District |                      |                      |                      | Jerome S. Smith        | 773                    | 100 %                  |                                    |                                    |

| District    | Demokratische Partei | Demokratische Partei | Demokratische Partei | Republikanische Partei | Republikanische Partei | Republikanische Partei | Third Parties/Unabhängige/Sonstige | Third Parties/Unabhängige/Sonstige |
| District    | Kandidat             | Stimmen              | Anteil               | Kandidat               | Stimmen                | Anteil                 | Stimmen                            | Anteil                             |
| ----------- | -------------------- | -------------------- | -------------------- | ---------------------- | ---------------------- | ---------------------- | ---------------------------------- | ---------------------------------- |
| 1. District |                      |                      |                      | Alton L. Bellows       | 1.194                  | 99,9 %                 | 2                                  | 0,2 %                              |
| 2. District | Timothy J. Crowley   | 746                  | 45,9 %               | William H. Woodhead    | 881                    | 54,1 %                 |                                    |                                    |
| 3. District |                      |                      |                      | Cornelius Boothman     | 1.105                  | 57,6 %                 | 814 (Charles Stoeber)              | 42,4 %                             |
| 4. District | Jeremiah M. Linnehan | 1.678                | 11,4 %               | Charles R. Foote       | 2.893                  | 19,7 %                 | 1.907 (David L. Kevlin)            | 13,0 %                             |
| 4. District | John H. Stockes      | 1.641                | 11,2 %               | John Glenn Orr         | 2.577                  | 17,6 %                 | 1.907 (David L. Kevlin)            | 13,0 %                             |
| 4. District | Patrick J. Moore     | 1.429                | 9,7 %                | Morris A. Jones        | 2.547                  | 17,4 %                 | 1.907 (David L. Kevlin)            | 13,0 %                             |
| 5. District | John H. McAllister   | 921                  | 44,3 %               | Walter L. Tower        | 1.029                  | 49,5 %                 | 130 (Socialist Party)              | 6,3 %                              |
| 6. District |                      |                      |                      | Orlando C. Bidwell     | 1.338                  | 99,9 %                 | 2                                  | 0,1 %                              |

| District     | Demokratische Partei  | Demokratische Partei  | Demokratische Partei  | Republikanische Partei | Republikanische Partei | Republikanische Partei | Third Parties/Unabhängige/Sonstige | Third Parties/Unabhängige/Sonstige |
| District     | Kandidat              | Stimmen               | Anteil                | Kandidat               | Stimmen                | Anteil                 | Stimmen                            | Anteil                             |
| ------------ | --------------------- | --------------------- | --------------------- | ---------------------- | ---------------------- | ---------------------- | ---------------------------------- | ---------------------------------- |
| 1. District  | William A. Bartlett   | 1.541                 | 24,3 %                | William Plattner       | 2.064                  | 32,6 %                 | 174 (Socialist Party)              | 2,7 %                              |
| 1. District  | James H. Crowell      | 629                   | 9,9 %                 | George M. Worrall      | 1.921                  | 30,4 %                 | 174 (Socialist Party)              | 2,7 %                              |
| 2. District  |                       |                       |                       | James G. Moran         | 1.202                  | 100 %                  |                                    |                                    |
| 3. District  | unterstützten Higgins | unterstützten Higgins | unterstützten Higgins | Matthew A. Higgins     | 1.308                  | 100 %                  |                                    |                                    |
| 4. District  |                       |                       |                       | Joseph E. Warner       | 1.165                  | 100 %                  |                                    |                                    |
| 5. District  |                       |                       |                       | Benjamin O. Jones      | 1.199                  | 100 %                  |                                    |                                    |
| 6. District  |                       |                       |                       | David L. Kelley        | 1.146                  | 100 %                  |                                    |                                    |
| 7. District  | John T. Sloane        | 1.473                 | 17,2 %                | Alfred M. Bessette     | 2.649                  | 31,0 %                 | 875 (Edward L. Cronin: 874)        | 10,2 %                             |
| 7. District  | Alfred Allard         | 1.387                 | 16,2 %                | D. Herbert Cook        | 2.164                  | 25,3 %                 | 875 (Edward L. Cronin: 874)        | 10,2 %                             |
| 8. District  | William W. Foyle      | 1.326                 | 11,8 %                | William J. Bullock     | 2.993                  | 26,7 %                 |                                    |                                    |
| 8. District  | Noe L. Nadeau         | 1.149                 | 10,2 %                | Edgar F. Howland       | 2.961                  | 26,4 %                 |                                    |                                    |
| 8. District  |                       |                       |                       | Andrew P. Doyle        | 2.782                  | 24,8 %                 |                                    |                                    |
| 9. District  |                       |                       |                       | Isaac U. Wood          | 2.571                  | 51,1 %                 |                                    |                                    |
| 9. District  | Joseph E. Freeling    | 2.463                 | 48,9 %                |                        |                        |                        |                                    |                                    |
| 10. District | William S. Conroy     | 1.846                 | 50,4 %                |                        |                        |                        |                                    |                                    |
| 10. District | Edward F. Harrington  | 1.816                 | 49,6 %                |                        |                        |                        |                                    |                                    |
| 11. District |                       |                       |                       | James T. Bagshaw       | 4.179                  | 34,2 %                 |                                    |                                    |
| 11. District | Frank Mulveny         | 4.036                 | 33,0 %                |                        |                        |                        |                                    |                                    |
| 11. District | Ernest A. Larocque    | 4.014                 | 32,8 %                |                        |                        |                        |                                    |                                    |

| District    | Republikanische Partei | Republikanische Partei | Republikanische Partei | Third Parties/Unabhängige/Sonstige | Third Parties/Unabhängige/Sonstige |
| District    | Kandidat               | Stimmen                | Anteil                 | Stimmen                            | Anteil                             |
| ----------- | ---------------------- | ---------------------- | ---------------------- | ---------------------------------- | ---------------------------------- |
| 1. District | Benjamin G. Collins    | 485                    | 99,8 %                 | 1                                  | 0,2 %                              |

### Zusatzartikel
Am Election Day 1918 bestätigte die Bevölkerung die vom Verfassungskonvent eingebrachten Zusatzartikel (Articles of Amendment) 48 bis 66 zur Verfassung von Massachusetts.
Der 50. Zusatzartikel gibt dem Bundesstaat die Möglichkeit Werbung auf öffentlichen Straßen, an öffentlichen Orten und auf Privateigentum innerhalb des öffentlichen Blickfeldes gesetzlich zu regeln und einzuschränken. Der Zusatzartikel wurde mit 69,7 Prozent Ja-Stimmen angenommen.
Der 51. Zusatzartikel deklariert die Bewahrung und Erhaltung historischer Sehenswürdigkeiten und anderer Besitztümer von historischem Interesse als von öffentlichen Nutzen und gibt dem Bundesstaat, den Städten und den Gemeinden die Möglichkeit solche Besitztümer oder Rechtsansprüche auf diese gegen eine angemessene Entschädigungszahlung unter den Vorschriften des General Court zu übernehmen. Der Zusatzartikel wurde mit 69,1 Prozent Ja-Stimmen angenommen.
Der 52. Zusatzartikel erlaubt es dem General Court mit gleichzeitiger Zustimmung beider Kammern eine Sitzungspause von bis zu 30 Tagen einlegen zu lassen, wobei solche Pausen nicht über den 60. Tag nach der Konstituierung hinausgehen dürfen. Der Zusatzartikel mit 59,4 Prozent Ja-Stimmen angenommen. Dieser Zusatzartikel wurde 1974 durch den 102. Zusatzartikel wieder aufgehoben.

## Kommunale Ebene

### County Government

#### County Treasurer
In allen 14 Countys bis auf Suffolk und Nantucket wurde der County Treasurer gewählt. Die Republikaner konnten sich in allen Countys durchsetzen.
| County     | Demokratische Partei | Demokratische Partei | Demokratische Partei | Republikanische Partei | Republikanische Partei | Republikanische Partei | Third Parties/Unabhängiger/Sonstige | Third Parties/Unabhängiger/Sonstige |
| County     | Kandidat             | Stimmen              | Anteil               | Kandidat               | Stimmen                | Anteil                 | Stimmen                             | Anteil                              |
| ---------- | -------------------- | -------------------- | -------------------- | ---------------------- | ---------------------- | ---------------------- | ----------------------------------- | ----------------------------------- |
| Barnstable |                      |                      |                      | Edward L. Chase        | 3.460                  | 100 %                  |                                     |                                     |
| Berkshire  | Samuel B. Rothkopf   | 5.762                | 35,5 %               | Henry A. Brewster      | 10.469                 | 64,5 %                 |                                     |                                     |
| Bristol    |                      |                      |                      | Edgar L. Crossman      | 27.163                 | 100 %                  | 6                                   | 0 %                                 |
| Dukes      |                      |                      |                      | Herbert N. Hinckley    | 711                    | 100 %                  |                                     |                                     |
| Essex      |                      |                      |                      | David I. Robinson      | 42.294                 | 86,2 %                 | 6.751                               | 13,8 %                              |
| Franklin   |                      |                      |                      | Eugene A. Newcomb      | 4.149                  | 85,7 %                 | 694                                 | 14,3 %                              |
| Hampden    |                      |                      |                      | Fred A. Bearse         | 25.234                 | 91,7 %                 | 2.289                               | 8,3 %                               |
| Hampshire  |                      |                      |                      | Edwin H. Banister      | 7.513                  | 100 %                  | 1                                   | 0 %                                 |
| Middlesex  | David A. Keefe       | 34.396               | 36,1 %               | Joseph O. Hayden       | 56.950                 | 59,8 %                 | 3.829                               | 4,0 %                               |
| Norfolk    |                      |                      |                      | Henry D. Humphrey      | 21.064                 | 100 %                  | 5                                   | 0 %                                 |
| Plymouth   |                      |                      |                      | Horace T. Fogg         | 15.154                 | 83,5 %                 | 2.984                               | 16,5 %                              |
| Worcester  |                      |                      |                      | Edgar L. Ramsdell      | 38.148                 | 100 %                  | 5                                   | 0 %                                 |

#### County Commissioner
In allen der 14 Countys bis auf Suffolk und Nantucket wurde einer der drei County Commissioner gewählt. Die Republikaner konnten sich in allen Countys durchsetzen. Die County Commissions waren damals Exekutive und Legislative der jeweiligen Countys zugleich.
| County     | Demokratische Partei   | Demokratische Partei | Demokratische Partei | Republikanische Partei | Republikanische Partei | Republikanische Partei | Third Parties/Unabhängige/Sonstige | Third Parties/Unabhängige/Sonstige |
| County     | Kandidat               | Stimmen              | Anteil               | Kandidat               | Stimmen                | Anteil                 | Stimmen                            | Anteil                             |
| ---------- | ---------------------- | -------------------- | -------------------- | ---------------------- | ---------------------- | ---------------------- | ---------------------------------- | ---------------------------------- |
| Barnstable |                        |                      |                      | Benjamin F. Bourne     | 3.437                  | 99,9 %                 | 3                                  | 0,1 %                              |
| Berkshire  |                        |                      |                      | John H. C. Church      | 11.617                 | 99,9 %                 | 13                                 | 0,1 %                              |
| Bristol    | William H. Gifford III | 12.722               | 35,8 %               | John I. Bryant         | 22.808                 | 64,2 %                 | 2                                  | 0 %                                |
| Dukes      |                        |                      |                      | Frederick W. Smith     | 456                    | 57,9 %                 | 331                                | 42,1 %                             |
| Essex      | Fred O. Spaulding      | 20.312               | 33,8 %               | James C. Poor          | 36.622                 | 61,0 %                 | 3.126                              | 5,2 %                              |
| Franklin   |                        |                      |                      | William B. Avery       | 5.126                  | 86,6 %                 | 793                                | 13,4 %                             |
| Hampden    | John J. Collins        | 12.226               | 40,0 %               | Charles C. Spellman    | 16.987                 | 55,5 %                 | 1.369                              | 4,5 %                              |
| Hampshire  | Matthew J. Ryan        | 3.753                | 38,5 %               | N. Seelye Hitchcock    | 5.982                  | 61,4 %                 | 2                                  | 0 %                                |
| Middlesex  | Michael M. O’Connor    | 33.227               | 33,2 %               | Alfred L. Cutting      | 59.666                 | 59,7 %                 | 7.115                              | 7,1 %                              |
| Norfolk    |                        |                      |                      | Evan F. Richardson     | 21.075                 | 98,6 %                 | 294                                | 1,4 %                              |
| Plymouth   | Harold F. Studley      | 6.866                | 31,3 %               | Frederic T. Bailey     | 12.880                 | 58,7 %                 | 2.199                              | 10,0 %                             |
| Worcester  | James F. Power         | 17.032               | 33,3 %               | Arthur C. Moore        | 34.086                 | 66,7 %                 |                                    |                                    |

### Register of Probate and Insolvency
In allen 16 Countys bis auf Suffolk und Nantucket wurde das Register of Probate and Insolvency gewählt. Die Demokraten stellten in allen Countys bis auf Suffolk keine eigenen Kandidaten auf, jedoch unterstützten sie in Hampden den republikanischen Kandidaten Hodskins und in Norfolk den republikanischen Kandidaten Joseph R. McCoole. In Suffolk unterstützten die Republikaner den demokratischen Kandidaten Arthur W. Dolan. Die Republikaner gewannen somit (mit ihrem eigenen Kandidaten) in allen Countys bis auf Suffolk.
| County     | Demokratische Partei   | Demokratische Partei   | Demokratische Partei   | Republikanische Partei | Republikanische Partei | Republikanische Partei | Third Parties/Unabhängige/Sonstige | Third Parties/Unabhängige/Sonstige |
| County     | Kandidat               | Stimmen                | Anteil                 | Kandidat               | Stimmen                | Anteil                 | Stimmen                            | Anteil                             |
| ---------- | ---------------------- | ---------------------- | ---------------------- | ---------------------- | ---------------------- | ---------------------- | ---------------------------------- | ---------------------------------- |
| Barnstable |                        |                        |                        | Collen C. Campbell     | 3.069                  | 99,9 %                 | 2                                  | 0,1 %                              |
| Berkshire  |                        |                        |                        | Arthur M. Robinson     | 10.468                 | 100 %                  |                                    |                                    |
| Bristol    |                        |                        |                        | Guildford C. Hathaway  | 23.223                 | 100 %                  | 3                                  | 0 %                                |
| Dukes      |                        |                        |                        | Beriah T. Hillman      | 495                    | 100 %                  |                                    |                                    |
| Essex      |                        |                        |                        | Horace H. Atherton Jr. | 37.266                 | 85,4 %                 | 6.395 (Socialist Party)            | 14,6 %                             |
| Franklin   |                        |                        |                        | John C. Lee            | 4.191                  | 99,6 %                 | 17                                 | 0,4 %                              |
| Hampden    | unterstützten Hodskins | unterstützten Hodskins | unterstützten Hodskins | Frank G. Hodskins      | 22.191                 | 100 %                  | 1                                  | 0 %                                |
| Hampshire  |                        |                        |                        | Hubbard M. Abbott      | 6.352                  | 100 %                  | 1                                  | 0 %                                |
| Middlesex  |                        |                        |                        | Frederick M. Esty      | 56.540                 | 100 %                  | 5                                  | 0 %                                |
| Nantucket  |                        |                        |                        | Robert Mack            | 341                    | 100 %                  |                                    |                                    |
| Norfolk    | unterstützten McCoole  | unterstützten McCoole  | unterstützten McCoole  | Joseph R. McCoole      | 19.695                 | 100 %                  | 1                                  | 0 %                                |
| Plymouth   |                        |                        |                        | Sumner A. Chapner      | 12.852                 | 100 %                  | 4                                  | 0 %                                |
| Suffolk    | Arthur W. Dolan        | 60.520                 | 100 %                  | unterstützten Dolan    | unterstützten Dolan    | unterstützten Dolan    | 7                                  | 0 %                                |
| Worcester  |                        |                        |                        | Harry H. Atwood        | 32.679                 | 100 %                  | 3                                  | 0 %                                |

### Außerordentliche Wahlen
| Partei                 | Kandidat       | Stimmen | Anteil |
| ---------------------- | -------------- | ------- | ------ |
| Republikanische Partei | Henry G. Wells | 37.332  | 84,5 % |
| Socialist Party        | John Briggs    | 6.817   | 15,4 % |
| Sonstige               |                | 6       | 0 %    |

| Kandidat              | Stimmen | Anteil |
| --------------------- | ------- | ------ |
| Edwin B. Hale         | 748     | 83,9 % |
| E. A. Newcomb         | 63      | 7,1 %  |
| William B. Allen      | 38      | 4,3 %  |
| Pharcellus D. Bridges | 24      | 2,7 %  |
| Sonstige              | 19      | 2,1 %  |

| Kandidat            | Stimmen | Anteil |
| ------------------- | ------- | ------ |
| William Blake Allen | 1.885   | 96,6 % |
| Eugene A. Newcomb   | 48      | 2,5 %  |
| Sonstige            | 18      | 0,9 %  |

| Partei                 | Kandidat              | Stimmen | Anteil |
| ---------------------- | --------------------- | ------- | ------ |
| Unabhängiger           | Joseph A. Johnson Jr. | 276     | 68,3 % |
| Republikanische Partei | George E. Mooers      | 118     | 29,2 % |
| Sonstige               |                       | 10      | 2,5 %  |

| Partei                                                | Kandidat              | Stimmen | Anteil |
| ----------------------------------------------------- | --------------------- | ------- | ------ |
| Republikanische Partei (unterstützt durch Demokraten) | Robert B. Worthington | 19.574  | 100 %  |
| Sonstige                                              |                       | 1       | 0 %    |